# 富倫湖
54°11′22″N 10°18′54″E / 54.18944°N 10.31500°E

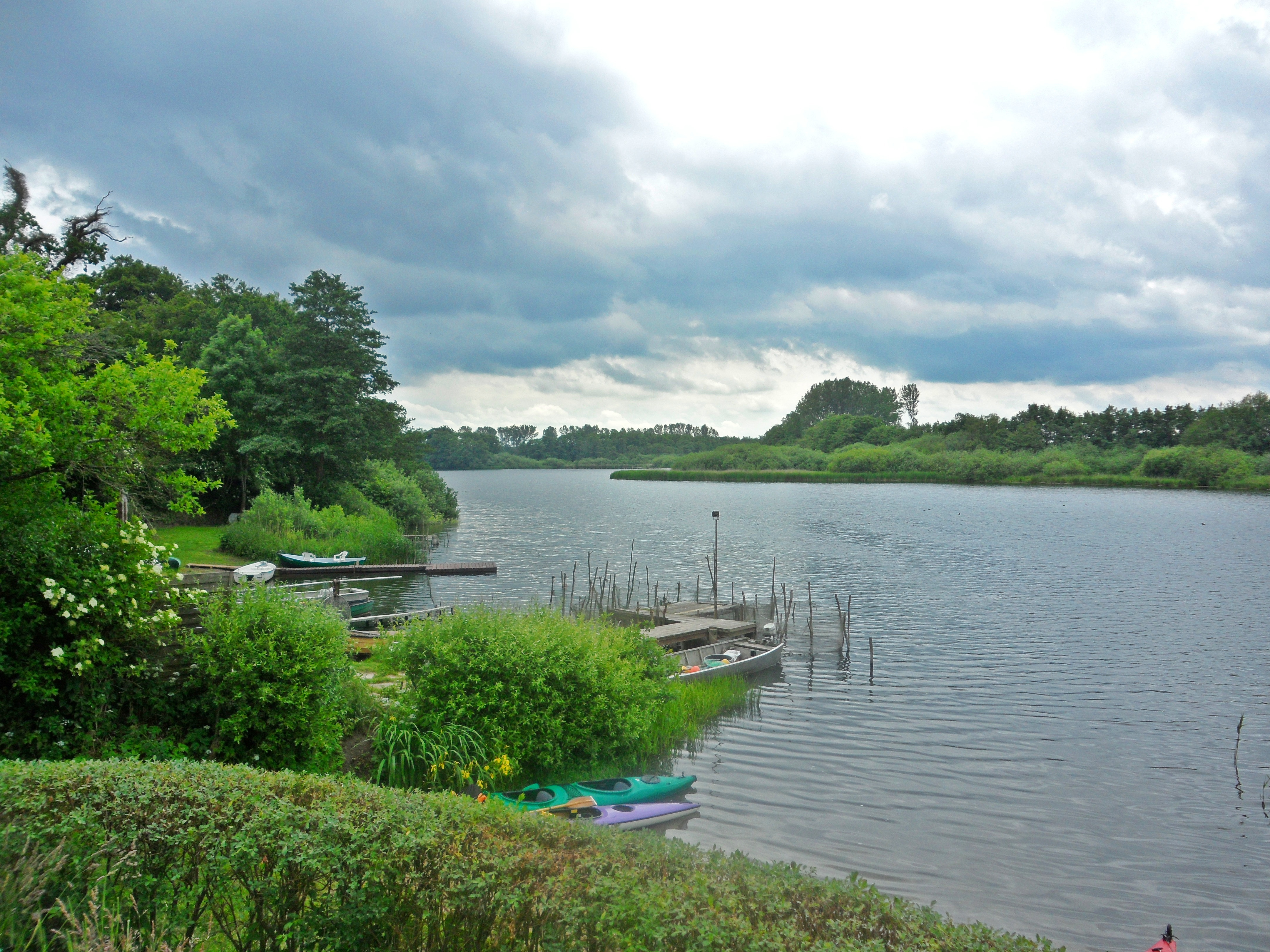

富倫湖（德語：Fuhlensee），是德國的湖泊，位於該國北部石勒蘇益格-荷爾斯泰因州，面積0.14平方公里，海拔高度20米，平均水深2.7米，最大水深5.3米，水體容量39萬立方米，湖岸線長度1.9公里。